# 해미 백씨
해미 백씨(海美白氏)는 충청남도 서산시 해미면을 본관으로 하는 한국의 성씨이다. 시조는 백장(白莊) 중시조는 백광성(白光城)이다.

## 역사
해미 백씨(海美白氏)는 해미 토성 (정해현(貞海縣))(白·韓·仇·尹)의 하나다. 장흥 백씨에서 유래했다. 장흥 백씨는 고려 때 사람 백천장(白天藏)의 증손인 정신재(靜愼齎) 백장(白莊)을 시조로 한다. 백장은 고려가 망하자 원주 치악산으로 들어가서 칩거하다가 조선 태조의 입사 요청을 거부하고 전라도 장수로 낙향하였다고 한다. 후손들이 장흥으로 옮겨 세거하였다. 장흥 백씨는 시조 백장(白莊)의 동생 백회(白薈)의 후손인 수원 백씨와 합본하였다.
중종반정으로 정국공신이 된 백수장(白壽長, 1469년 ~ 1543년)이 장흥 출신임에도 정해군(貞海君)에 봉해졌는데, 이를 보면 백수장의 선대에서 이미 정해(貞海)의 토성으로 자리잡은 것으로 확인된다.
해미 백씨의 시조라 하는 백광성(白光城)은 백장의 9세손으로 장흥 출신이며 백수장의 질손이다. 1561년(조선 명종 16년) 진사시에 급제하였다. 아버지 백세례(白世禮)는 간미(簡美)의 5자 경신(景臣)의 후손이다. 백광성은 종형제인 백광홍(白光弘), 백광안(白光顔), 백광훈(白光勳)과 더불어 한 집안 4형제가 모두 문장으로 칭송을 받아 '일문 사문장'(一門 四文章)이라 했다. 해미 백씨도 대체로 수원으로 본관을 통합했다.

## 본관 연혁
해미는 서산시 해미면이다.
백제 때 마시산군(馬尸山郡)의 영현으로 우견현(牛見縣)이라 했다.
- 정해현(貞海縣) 고려 태조 때 고구현(高丘縣) 땅을 떼어 정해현(貞海縣)으로 했다. 1018년(현종 9)에 운주(運州) 임내에 있다가, 감무(監務)를 두었다.

- 여미현(餘美縣) 본래 백제의 여촌현(餘村縣)인데, 신라에서 여읍현(餘邑縣)으로 고쳐 혜성군(槥城郡)의 영현(領縣)을 삼았고, 고려에서 여미현으로 고쳐, 1018년(현종 9)에 운주 임내에 있다가, 1106년(예종 원년)에 비로소 감무를 두었다.

1407년(태종 7) 정해현과 여미현을 합쳐 해미현(海美縣)이라 했다. 1413년(태종 13)에 현감을 두었다. 딸린 부곡(部曲)이 유솔(有率)이다.
- 1418년(태종 18) 병마절도사영(덕산병영) 이전
- 1491년(성종 22) 해미읍성("탱자성") 축성
- 1621년(효종 2) 호서좌영 설치.
- 1895년(고종 32) 해미군으로 승격.
- 1914년 서산.해미.태안 3군을 통합, 서산군 지성면으로 개명.
- 1917년 서산군 해미면으로 변경.
- 1995년 서산시 해미면이 됨.

## 인물
- 백수장(白壽長, 1469년 ~ 1543년) 정국공신(靖國功臣)으로 정해군(貞海君) 공조판서(工曹判書).
- 백광홍(白光弘, 1522년 ~ 1556년) 조선 중기 문신, 시인.
- 백광안(白光顔, 1527년 ~ ? ) 조선 중기 시인.
- 백광훈(白光勳, 1537년 ~ 1582년) 조선 중기 시인.
- 백진남(白振南, 1564년 ~ 1618년) 임란 때 이순신 진영에서 활약.
- 백용성(白龍城, 1864년 ~ 1940년)은 한국의 승려, 독립운동가. 3.1 민족대표 33인. 본명 백상규(白相奎), 법명 진종(震鍾). 장수 출신.

## 과거 급제자
조선 문과
백광홍(白光弘) 백만영(白萬榮)
무과
백한남(白翰南) 백응립(白應立) 백천일(白天一) 백성남(白成男) 백태운(白太云) 백응룡(白應龍) 백성수(白聖洙)
생원
백광홍(白光弘)
진사
백광홍(白光弘) 백광성(白光城) 백광훈(白光勳) 백진남(白振南)

## 주해
1. ↑  백광홍의 10세손인데, 본관이 수원으로 되어 있다.